# Tubercule articulaire du processus zygomatique de l'os temporal
Le tubercule articulaire du processus zygomatique de l'os temporal (ou condyle du temporal) est une éminence osseuse de l'os temporal.
C'est une éminence arrondie sur la face inférieure de la base du processus zygomatique et sur la surface externe de l'écaille de l'os temporal. Ce tubercule forme la limite avant de la fosse mandibulaire et est recouvert de cartilage.
Le condyle mandibulaire se déplace normalement sur le tubercule articulaire lors de l'ouverture physiologique maximale de la mâchoire.
Le tubercule articulaire est le site d'insertion du ligament latéral de l'articulation temporo-mandibulaire.